# European Son
„European Son“ je jedenáctá skladba z prvního alba americké skupiny The Velvet Underground nazvaného The Velvet Underground & Nico. Nahrána byla spolu se skladbami „Run Run Run“, „All Tomorrow's Parties“, „Femme Fatale“, „There She Goes Again“, The Black Angel's Death Song a „I'll Be Your Mirror“ v dubnu 1966 ve studiu Scepter Studios v New Yorku. Všechny tyto skladby v těchto verzích později vyšly na albu The Velvet Underground & Nico. Mimo to zde ještě nahráli tři další skladby – „Heroin“, „I'm Waiting for the Man“ a „Venus in Furs“ – ty však v těchto verzích na prvním albu nevyšly. Role zvukařů se ujali Norman Dolph a John Licata a o produkci se staral Andy Warhol.
Autory hudby jsou všichni členové skupiny, tedy Lou Reed, John Cale, Sterling Morrison a Maureen Tucker a text napsal Reed. Značná část skladby je instrumentální a právě proto ji Reed věnoval svému vzoru Delmoru Schwartzovi, který však paradoxně neměl rád texty rokenrolových skupin. Později to bylo vysvětleno tím, že píseň obsahuje minimum textu a Schwartzovi by se tedy mohla líbit. Jde o nejdelší a nejvíce experimentální skladbu z celého alba a, stejně jako „Sister Ray“ z druhého alba White Light/White Heat, je až na jeho samém konci. Vedle klasických hudebních nástrojů je zde slyšet i rozbití skla, které ji připisováno Johnu Caleovi.

## Coververze
Americká skupina Half Japanese vydala coververzi skladby „European Son“ na svém třetím albu Our Solar System. V roce 1990 vyšla skladba v podání britské skupiny Ride na tribute albu Heaven & Hell - A Tribute to The Velvet Underground. V roce 1998 vyšla skladba na dalším tribute albu Plays Venus in Furs and Other Velvet Underground Songs v podání nizozemské zpěvačky Bettie Serveert. V tomtéž roce svou skladbu vydal Thurston Moore na kompilaci The End of Music as We Know It. Americký kytarista Gary Lucas svou verzi vydal na svém albu Street of Lost Brothers z roku 2000. Skladbu rovněž nahrála skupina The Olivia Tremor Control. Její verze vyšla na albu Black Foliage: Animation Music Volume 1 v roce 2011. V roce 2011 vyšla na albu The Velvet Underground & Nico Tribute v podání Stephana Jenkinse a Joe Lewise. Basovou linku z této skladby použila skupina Yo La Tengo v písni „Moby Octopad“.